# Făt-Frumos
Făt-Frumos (del romanés făt: fill, infant; frumos: formós) és un heroi cavaller en la mitologia romanesa, present habitualment als contes de fades.
Posseïx atributs essencials com la valentia, la puresa, el sentit de la justícia, la fortalesa física i espiritual, la destresa, la passió, i l'amor inviolable. Făt-Frumos té també una mínima habilitat en realitzar miracles, així com el respecte ferm en les promeses que fa al seu rei. En alguns contes, és tan precoç que pot plorar inclús abans de nàixer, encara que està habilitat podria tenir un simbolisme a part.
Făt-Frumos és normalment el més menut entre los fills d'un rei. En los contes del folklore romanès és una cosa comú que tots els fills d'un rei intenten derrotar el Zmeu o al Balaur, els fills majors fallant abans de l'èxit del menut.
Făt-Frumos ha de passar per proves i obstacles que superen l'habilitat d'un home normal. Amb dignitat, sempre porta les seues missions a un fi. Lluita en contra de monstres demoníacs i personatges malvolents (zmeu, balaur, Muma Pădurii, etc.). Viatja tant per esta terra (esta esfera), com per «l'altra terra» (tarâmul celălalt), cavalcant sobre el seu Cal Năzdrăvan ("Cavall Màgic"), que és també el seu conseller.
Durant els seus viatges, Făt-Frumos sovint ha de superar un dilema major, relacionat amb la ruta correcta que deuria seguir, i ha d'elegir entre dos opcions negatives. En un conte, una vegada preguntada sobre el camí correcte, una anciana li respon: «Si vas a la dreta, acabaràs en desgràcia; si vas a l'esquerra, també acabaràs en desgracia» (ço se pot comparar amb els contes russos Tsarevitch Ivan, l'ocell de foc i el llop gris o El cavaller valent, les mançanes de la joventut, i l'aigua de la vida, però ací l'heroi, si bé ha d'elegir entre opcions amb aspectes negatius, estas se poden distingir). Segons Victor Kernbach, esta situació de triar entre dos mals iguals, evoca la condició històrica del poble romanès, la qual pàtria se véu sempre creuada i amenaçada per poders enemics, i la població nativa va haver d'elegir entre l'aliança amb l'enemic o la lluita constant contra ell.
Făt-Frumos és també una figura que apareix en la cultura de Romania i la literatura romanesa. Apareix com a personatge en contes o poemes escrits per autors cèlebres, com Mihai Eminescu, Tudor Arghezi, o Nichita Stănescu. Com símptoma de la ironia del poble romà amb si mateix, Făt-Frumos apareix també en alguns acudits romanesos contemporanis, encara que menys freqüent que Bulă o els polítics importants del moment.